# Wadkufia elegans
Wadkufia elegans är en insektsart som beskrevs av Rauno E. Linnavuori 1965. Wadkufia elegans ingår i släktet Wadkufia och familjen dvärgstritar. Inga underarter finns listade i Catalogue of Life.